# Oussama Habiche
Oussama Habiche, né le 9 août 1998, est un rameur d'aviron algérien.

## Carrière
Oussama Habiche intègre l'équipe nationale d'aviron en 2015. il garde le record d'Algérie en skiff et en ergomètre junior et senior poids lourds.
Il est champion d'Algérie plus de 15 fois en skiff, en deux de couple et en ergomètre.
Il est médaillé d'argent en skiff et médaillé d'or en deux de couple des moins de 23 ans aux Championnats d'Afrique d'aviron 2017.
Il remporte la médaille d'or en skiff et en deux de couple mixte avec Amina Rouba aux Jeux africains de plage de 2019 à Sal. Il est médaillé de bronze en skiff et en skiff sprint aux Jeux africains de 2019.
Aux Championnats d'Afrique d'aviron 2019 à Tunis, il est médaillé de bronze en deux de couple avec Kamel Aït Daoud et médaillé d'argent en skiff des moins de 23 ans.
Il obtient la médaille d'or en deux de couple avec Abdenour Zouad aux Championnats d'Afrique d'aviron 2022 à El-Alamein.